# Lauro Rossi
Pour les articles homonymes, voir Rossi.
Lauro Rossi, né à Macerata dans les Marches le 19 février 1812 et mort à Crémone en Lombardie le 5 mai 1885, est un compositeur italien d'opéras. 

## Biographie
Lauro Rossi étudie la musique à Naples, où il compose son premier opéra. Il obtient son plus grand succès avec un opéra-bouffe intitulé à l'origine La casa disabitata, révisé ensuite et joué pendant de nombreuses années sous le titre I falsi monetari. 
À la suite d'un fiasco en 1835, il quitte Naples pour Mexico, puis s'installe ensuite à Cuba où il fonde sa propre compagnie d'opéra et épouse sa prima donna, Isabella Obermayer. De retour en Italie en 1843, il continue à composer, mais il est surtout connu pour avoir été directeur des conservatoires de Milan, de 1850 à 1870, et de Naples, de 1870 à 1878. 
Lauro Rossi n'a pas de liens connus avec le compositeur Luigi Rossi (1597-1653). 

## Opéras
- Le contesse villane (en 1829, révision sous le titre La villana contessa, puis en 1830 Le principesse villane)
- Costanza e Oringaldo (1830, en collaboration avec P. Raimondi)
- La sposa al lotto (1831)
- La casa in vendita, ovvero II casino di campagna (1831)
- La scommessa di matrimonio (1831)
- Baldovino, tiranno di Spoleto (1832)
- II maestro di scuola (1832)
- II disertore svizzero, ovvero La nostalgia (1832)
- Le fucine di Bergen (1833)
- La casa disabitata, ovvero Don Eustachio di campagna (en 1834, révision sous le titre I falsi monetari, et peut-être aussi sous le titre Don Eutichio e Sinforosa en 1844)
- Amelia, ovvero Otto anni di costanza (1834)
- Leocadia (1835)
- Giovanna Shore (1836)
- II borgomastro di Schiedam (1844)
- Dottor Bobolo, ovvero La fiera (1845)
- Cellini a Parigi (1845)
- Azema di Granata, ovvero Gli Abencerragi ed i Zegrini (1846) (livret de Jacopo Ferretti)
- La figlia di Figaro (1846)
- Blanca Contarini (1847)
- Il domino nero (1849) recréé en Italie et disponible en CD
- Le Sabine (1852)
- L'alchimista (1853)
- La sirena (1855)
- Lo zingaro rivale (1867)
- Il maestro e la cantante (1867)
- Gli artisti alla fiera (1868)
- La contessa di Mons (1874)
- Cleopatra (1876) recréation prévue en 2008
- Biorn (1877)